# Franca Maj
Franca Maj, nome d'arte di Franca Fratini (Forlimpopoli, 11 febbraio 1929), è un'attrice italiana.

## Biografia
Inizia a lavorare nel mondo dello spettacolo prima come attrice cinematografica, poi come soubrette del teatro di rivista, dalla fine degli anni quaranta sino alla fine degli anni cinquanta. Debutta nel film Vento d'Africa diretto da Anton Giulio Majano, che sposerà poco dopo anche se il matrimonio terminerà dopo pochi anni.
Più importante la sua carriera di attrice di rivista, dove sarà protagonista di svariati spettacoli prodotti da Remigio Paone e Garinei e Giovannini, con attori come Billi e Riva e Totò.

## Filmografia
- Vento d'Africa, regia di Anton Giulio Majano (1949)
- La figlia del mendicante, regia di Carlo Campogalliani (1950)
- Una donna prega, regia di Anton Giulio Majano (1953)

## Il teatro di rivista

Franca Maj con Totò in A prescindere 1956

- Siamo tutti dottori di Age, Furio Scarpelli e Dino Verde, 1954.
- Scale di Polacci, 1955.
- A prescindere di Nelli e Mangini, regia di Mario Mangini, Compagnia Totò - Ménard, prima al Teatro Sistina di Roma il 1º dicembre 1956.

## Prosa radiofonica Rai
- Un marito ideale, di Oscar Wilde, regia di Anton Giulio Majano, trasmessa il 25 agosto 1952
- Cristoforo Colombo, opera radiofonica di Alberto Savinio, regia di Anton Giulio Maiano, trasmessa il 8 ottobre 1952

## Prosa televisiva Rai
- Il club degli ottimisti, presentano Enzo Tortora e Franca Maj, regia di Piero Turchetti (1955)
- Un cappello di paglia di Firenze di Eugène Labiche, regia di Corrado Pavolini, trasmessa il 6 gennaio 1956.